# Los Teques

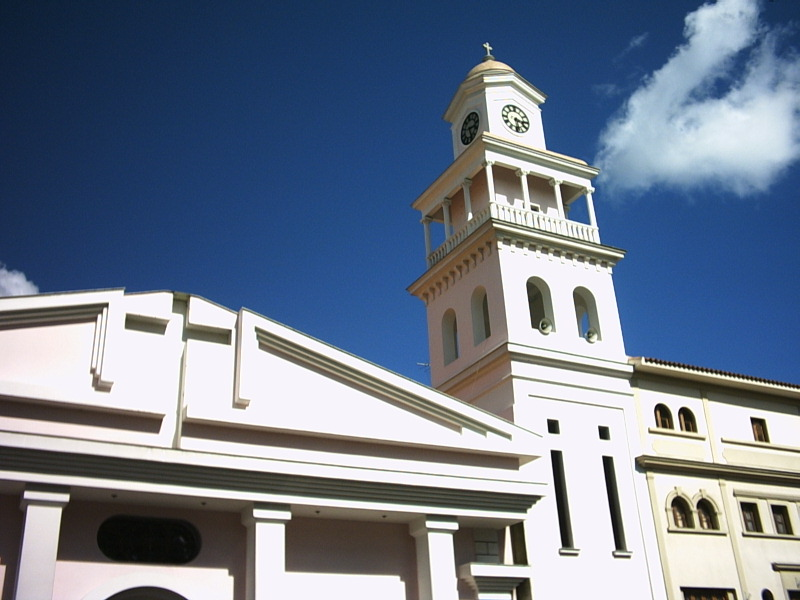
Kathedrale von Los Teques

Los Teques ist die Hauptstadt des venezolanischen Bundesstaates Miranda und Verwaltungssitz des Municipio Guaicaipuro. Sie hatte im Jahre 2001 140.617 Einwohner.

## Geschichte
Die Stadt wurde 1777 gegründet und nach einem dort ansässigen Volk benannt. Am 13. Februar 1927 wurde die Hauptstadt von Miranda von Petare hierher verlegt.

## Verkehr
Über die Metro de Los Teques, einer U-Bahn-Linie mit fünf Stationen, die hauptsächlich auf ihrem Gebiet verläuft, ist die Stadt an die Metro Caracas angeschlossen.

## Venezolanische Küche
Die in Venezuela beliebten Tequeños stammen aus Los Teques. Tequeños sind längliche, frittierte Käse-Sticks, die den bekannteren Mozzarella-Sticks ähneln.

## Söhne und Töchter der Stadt
- David Grimán (* 1967), Boxer
- Jorge Goncalvez (* 1991), venezolanischer Rennfahrer